# Braunschweiger Hütte
De Braunschweiger Hütte is een berghut in de Ötztaler Alpen in de Oostenrijkse deelstaat Tirol. De berghut behoort toe aan de sectie Braunschweig van de Deutsche Alpenverein (DAV).
De hut ligt in de Ötztaler Alpen, bij Mittelberg (gemeente Sankt Leonhard) aan het eind van het Pitztal. De hut ligt aan de Europese wandelroute E 5 en is tegelijk het hoogste onderkomen langs deze wandelweg.
De hut werd gebouwd in 1892 en uitgebreid in 1932 en 1995. De hut is bereikbaar vanuit zowel het Pitztal (Mittelberg) als het Ötztal (Sölden).

## Bergtochten
Bergen die vanaf de Braunschweiger Hütte veelvuldig worden beklommen zijn:
- Äußere Schwarze Schneid (3255 meter), vierenhalf uur
- Grabkogel (3054 meter), twee uur
- Hinterer Brochkogel (3628 meter)
- Hinterer Brunnenkogel (3466 meter), drie uur
- Innere Schwarze Schneid (3367 meter), drie uur
- Linker Fernerkogel (3277 meter), twee uur
- Rechter Fernerkogel (3300 meter), anderhalf uur
- Schuchtkogel (3471 meter), drie uur
- Tiefenbachkogel (3307 meter), tweeënhalf uur
- Vorderer Brunnenkogel (3396 meter), drie uur
- Weißer Kogel (3407 meter), vier uur
- Wildspitze (3772 meter), vijf uur

## Overtochten naar andere berghutten
- Breslauer Hütte (2840 meter), vierenhalf uur
- Rüsselsheimer Hütte (2323 meter), negen uur
- Taschachhaus (2434 meter), vierenhalf uur
- Vernagthütte (2766 meter), vijfenhalf uur